# Carrollton, New York
Carrollton är en kommun (town) i Cattaraugus County i delstaten New York. Vid 2020 års folkräkning hade Carrollton 1 214 invånare.